# 卡塔里納角

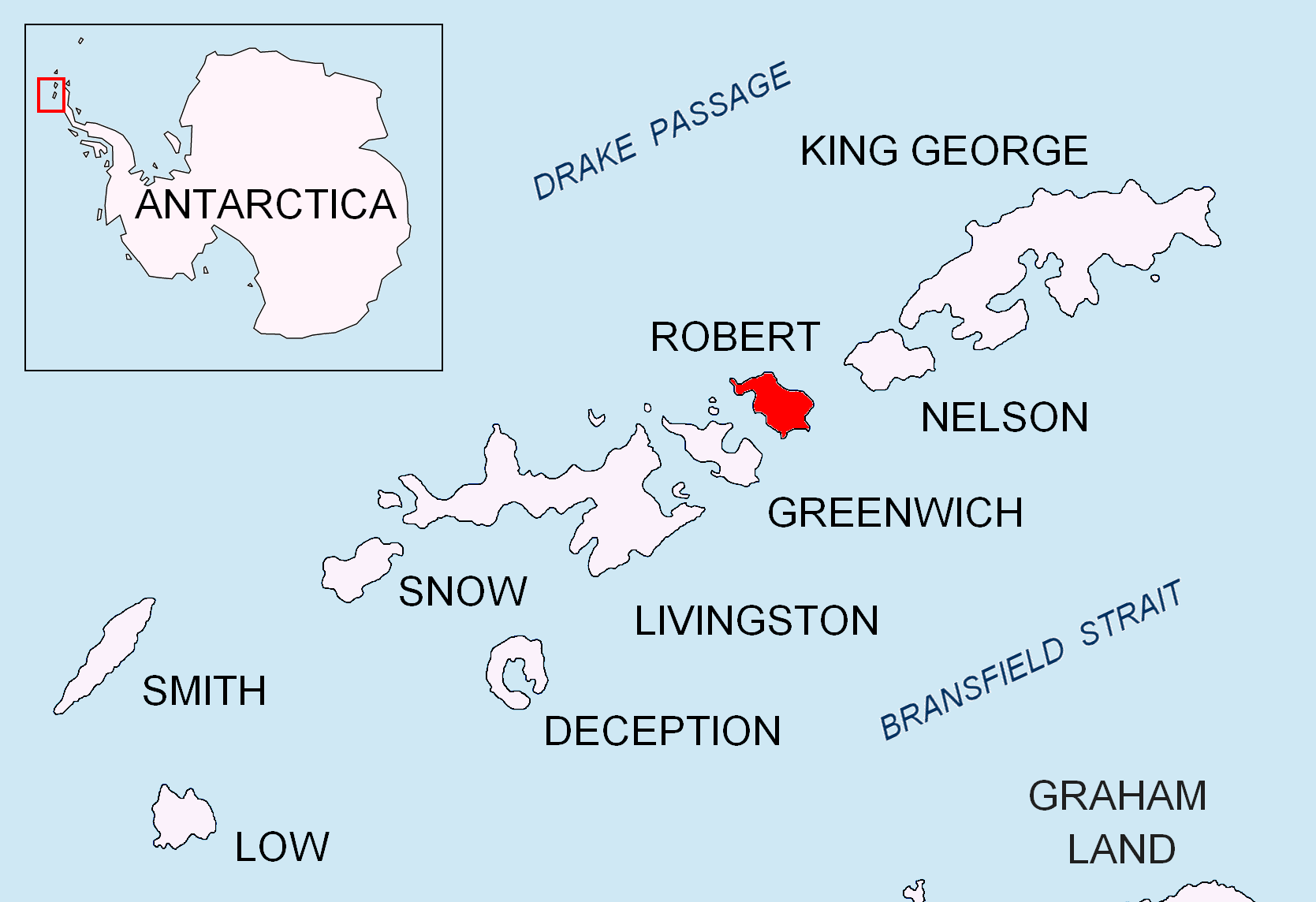

卡塔里納角（英語：Catharina Point）是南極洲的海岬，位於南設得蘭群島中羅伯特島的北端，處於威廉堡角東北面7.24公里、哈默角東北面2.08公里和紐韋爾角西北面5.27公里。

## 外部連結
- SCAR Composite Antarctic Gazetteer（页面存档备份，存于）.